# 野沢清人
野沢 清人（旧字体：野澤 淸人、のざわ きよんど、1907年（明治40年）4月7日 – 1959年（昭和34年）10月18日）は、昭和期の薬剤師、実業家、政治家。衆議院議員。

## 経歴
栃木県河内郡本郷村（現上三川町）で生まれる。1930年（昭和5年）東京薬学専門学校（現東京薬科大学）を卒業した。
薬科関係の経歴を歩み、1941年（昭和16年）薬剤官として応召し、終戦を薬剤大尉として迎え、3年間シベリア抑留となった。
復員後、第一化学工業所を設立し、のちに関東化学と改称して社長に就任。その他、社会保障制度審議会委員、日本薬剤師協会（現日本薬剤師会）副会長、同常任顧問、東京薬科大学理事長、試薬協会理事長などを務めた。
1952年（昭和27年）10月の第25回衆議院議員総選挙に栃木県第1区から自由党公認で出馬して初当選した。第26回総選挙では次点で落選。1955年（昭和30年）2月の第27回総選挙で再選され、第28回総選挙でも当選し、衆議院議員に通算3期在任した。この間、自由民主党総務局庶務部長、同政調会社会部長などを務めた。1959年10月、議員在任中に死去した。

## 著作
- 『ソ連の乳房：捕虜から国賓へ』産業経済新聞社、1955年。

## 脚註